# Châtelus (Isère)
Châtelus is een gemeente in het Franse departement Isère (regio Auvergne-Rhône-Alpes) en telt 89 inwoners (2009). De plaats maakt deel uit van het arrondissement Grenoble.

## Geografie
De oppervlakte van Châtelus bedraagt 12,0 km², de bevolkingsdichtheid is dus 7,4 inwoners per km².
De onderstaande kaart toont de ligging van Châtelus (Isère) met de belangrijkste infrastructuur en aangrenzende gemeenten.

## Demografie
Onderstaande figuur toont het verloop van het inwonertal (bron: INSEE-tellingen).